# تترای درخشان
Hemigrammus erythrozonus که معمولاً به عنوان تترای درخشان یا تترای درخشنده شناخته می‌شود، یک ماهی استوایی کوچک بومی رودخانه اسکیبو در گویان، آمریکای جنوبی است. رنگ آن نقره‌ای و نوار نارنجی متمایل به قرمز روشنی از پوزه تا انتهای دم آن امتداد دارد، جلوی باله پشتی همرنگ نوار است. باله‌های دیگر به رنگ نقره ای شفاف هستند. تترا درخشان یک ماهی صلح‌جو و گله زی است. این گونه بزرگتر از تترا نئون است و آرام و صلح جو بودنش آن را به یک ماهی آکواریوم ایده‌آل و محبوب تبدیل می‌کند. این ماهی باید با گونه‌های مشابه و غیر تهاجمی نگهداری شود. این ماهی از لحاظ نشانه‌ها و رنگ‌هایش به راسبورای خط قرمز بومی مالزی و اندونزی شباهت دارد. اما راسبوراها عضوی از خانواده کپورماهیان هستند.

## در آکواریوم
تترای درخشان به راحتی در دسترس و معمولاً ارزان قیمت است. انواع طلایی و آلبینوی آن نیز فروخته می‌شود. این ماهی در آکواریومی که نور ملایم با بستر تاریک داشته باشد بهتر و زیباتر دیده می‌شود.